# تيري هوارد
تيري هوارد (بالإنجليزية: Terry Howard)‏ (26 فبراير 1966 في المملكة المتحدة - ) هو لاعب كرة قدم بريطاني في مركز الدفاع. لعب مع تشيلسي وكريستال بالاس ونادي ليتون أورينت وويكمب وندررز ونادي تشستر سيتي ونادي وكينغ ونادي ألدرشوت تاون.

## وصلات خارجية
- تيري هوارد على موقع قاعدة بيانات كرة القدم.إي يو (الإنجليزية)